# ホルガー・シンディング＝ラーセン
ホルガー・シンディング＝ラーセン（Holger Sinding-Larsen、1869年7月5日-1938年12月12日）はノルウェーの男性建築家。オスロ出身。
1920年のアントワープオリンピックの芸術競技の建築部門に出場し、"Project for a gymnastics school"で銀メダルを獲得した。この競技の金メダリストはいないため出場選手の中では1番となる。ノルウェーからオリンピックの芸術競技に出場した唯一の選手である。